# زنا با محارم در قانون
قوانین مربوط به زنا با محارم، یعنی فعالیت جنسی میان اعضای خانواده یا نزدیکان، به‌طور قابل توجهی میان حوزه‌های قضایی کشورهای گوناگون متفاوت است و به نوع فعالیت جنسی و ماهیت روابط خانوادگی طرفین درگیر و همچنین سن و جنس طرفین بستگی دارد. علاوه بر ممنوعیت‌های قانونی، کمینه برخی از گونه‌های زنا با محارم نیز در بسیاری از فرهنگ‌های جهان از نظر اجتماعی یک تابو محسوب می‌شود یا روی خوشی به آن نشان داده نمی‌شود.
قوانین مرتبط با زنا با محارم ممکن است محدودیت‌هایی در حقوق ازدواج ایجاد کند که این موارد نیز میان حوزه‌های قضایی در کشورها، متفاوت است. چنانچه زنا با محارم شامل رابطه جنسی یک عضو بزرگسال خانواده با کودک بشود، نوعی سوءاستفاده جنسی از کودک درنظر گرفته می‌شود. چنانچه این عمل میان دو بزرگسال راضی، صورت پذیرد، به آن سکس خویشاوندی می‌گویند.

## درجات رابطه
قوانین مربوط به زنا با محارم، گاهی با توجه به درجات رابطه تعیین می‌شود. درجه رابطه با شمارش تعداد نسل‌های قبلی به یک جد مشترک محاسبه می‌شود. سکس خویشاوندی به‌صورت زیر طبقه‌بندی می‌شود:
| درجه رابطه | رابطه                                                | متوسط درصدی دی‌اِن‌اِی مشترک |
| ---------- | ---------------------------------------------------- | ------------------------ |
|            | سویه خونی                                            | ۹۹٪                      |
| ۰          | دوقلوهای همسان؛ کلون                                 | 100%                     |
| ۱          | فرزندان والدین                                       | ۵۰٪                      |
| ۱          | خواهر و برادر کامل                                   | ۵۰٪                      |
| ۲          | ۳/۴-خواهر و برادر یا خواهر و برادر-عمه‌زاده و عموزاده | ۳۷٫۵٪                    |
| ۲          | پدربزرگ و مادربزرگ                                   | ۲۵٪                      |
| ۲          | خواهر و برادر ناتنی                                  | ۲۵٪                      |
| ۲          | خاله/عمو-برادرزاده/ خواهرزاده                        | ۲۵٪                      |
| ۲          | پسر عموهای اول دوتایی                                | ۲۵٪                      |
| ۳          | والدین پدربزرگ و مادربزرگ-نوه و نتیجه                | ۱۲٫۵٪                    |
| ۳          | پسر عموهای اول                                       | ۱۲٫۵٪                    |
| ۳          | پسر عموهای دوم چهار برابر                            | ۱۲٫۵٪                    |
| ۴          | پسر عموهای دوم سه‌گانه                                | ۹٫۳۸٪                    |
| ۴          | پسر عموهای نیمه اول                                  | ۶٫۲۵٪                    |
| ۴          | پسر عموهای اول هنگام جداسازی                         | ۶٫۲۵٪                    |
| ۴          | پسر عموهای دوگانه                                    | ۶٫۲۵٪                    |
| ۵          | پسر عموهای دوم                                       | ۳٫۱۳٪                    |
| ۷          | پسر عموهای سوم                                       | ۰٫۷۸٪                    |
| ۹          | پسر عموهای چهارم                                     | 0.20%                    |

بیشتر قوانین مربوط به درجه ممنوعیت خویشاوندی مربوط به روابط ۲۵٪ یا بالاتر است. این در حالی است که بیش‌تر جاها اجازه رابطه افراد با ۱۲٫۵٪ خویشاوندی یا کمتر داده شده‌است. در ۲۴ ایالت کشور آمریکا، ازدواج فامیلی ممنوع است. همچنین، در بیش‌تر قوانین تمهیدات برای موارد نادر ازدواج میان دو عموزاده اول وجود ندارد. قوانین زنا با محارم همچنین در صورت وجود رابطه حقوقی نزدیک مانند روابط فرزندخواندگی و از این قبیل، ممکن است شامل ممنوعیت رابطه میان افراد غیر مرتبط با سویه خونی باشد.

## قوانین زنا با محارم میان بزرگسالان راضی

زنا با محارم میان بزرگ‌سالان راضی

## جدول
| کشور                | زنا با محارم راضی                                                     | نسبت‌های رابطه‌ای ممنوع | جزا |
| ------------------- | --------------------------------------------------------------------- | --- | --- |
| افغانستان           | Illegal                                                               | | Death penalty in Taliban-controlled territories |
| آلبانی              | Illegal                                                               | - Lineal ancestors and descendants - Siblings - Related by blood or adoption | Up to 7 years in prison |
| آرژانتین            | Legal                                                                 | | |
| استرالیا            | Illegal                                                               | Varies by state | Varies by state |
| اتریش               | Illegal                                                               | - Lineal ancestors and descendants - Full siblings | Up to 3 years in prison |
| بلژیک               | Legal (since 1810)                                                    | | |
| بوتان (کشور)        | Illegal                                                               | - Relationship by consanguinity or affinity in such a way that they cannot legally marry except otherwise provided in other laws | From 1 to 3 years in prison |
| برزیل               | Legal                                                                 | | |
| برونئی              | Illegal                                                               | - Blood relatives prohibited by religious law | Death penalty |
| کانادا              | Illegal                                                               | - Child/parent or grandchild/grandparent - Full and half-siblings | Up to 14 years in prison |
| شیلی                | Illegal                                                               | - Lineal ancestors and descendants - Full siblings | Up to 1 year in prison |
| چین                 | Legal                                                                 | Marriages | |
| جمهوری چک           | Illegal                                                               | - Lineal ancestors and descendants - Siblings - Related by blood or adoption | Up to 3 years in prison |
| دانمارک             | Illegal                                                               | - Lineal ancestors and descendants - Full siblings | - Up to 6 years in prison (direct line) - Up to 2 years in prison (siblings) |
| اریتره              | Illegal                                                               | - Grandparent, parent, child or grandchild - Brother or half brother, sister or half-sister - Same-sex relations are always prohibited | From 1 to 3 years in prison |
| استونی              | Illegal                                                               | - Grandparent, parent, child or grandchild - Related by blood or adoption | From 2 to 8 years in prison |
| اتیوپی              | Illegal                                                               | - Blood relatives whose marriage is prohibited by respective law - Same-sex relations are always prohibited | From 3 months to 3 years in prison |
| فرانسه              | Legal (since 1810)                                                    | | |
| آلمان               | Illegal                                                               | - Lineal ancestors and descendants - Full and half-siblings | Up to 3 years in prison and fine (not punished if both are minors) |
| یونان               | Illegal                                                               | - Lineal ancestors and descendants - Full and half-siblings | - More than 10 years in prison for the ascending relative if the descending relative is under 15 years old, imprisonment if 15 but not 18 years old, and up to 2 years in prison if 18 years and older - Up to 2 years in prison if siblings or half-siblings |
| هنگ کنگ             | Illegal                                                               | - Grandfather, father, brother, son (female) - Grandmother, mother, sister, daughter (male) | - Up to 20 years in prison (male) - Up to 14 years in prison (female) |
| ایسلند              | Illegal                                                               | - Lineal ancestors and descendants - Full and half-siblings | - Up to 8 years in prison for ascending relative - Up to 12 years if descending relative is between 15 and 17 years old - Up to 4 years in prison for siblings                                                                                                |
| هند                 | Not defined                                                           | | Nothing mentioned about incest in Indian laws but it's considered and punished as rape and sexual exploitation in most cases. |
| اندونزی             | Illegal (Aceh territory)                                              | | Aceh territory: Up to 10 months in jail |
| ایرلند              | Illegal (opposite-sex couples) Legal (same-sex couples)               | - Granddaughter, daughter, mother, sister or half-sister (male) - Grandfather, father, son, brother or half-brother (female) | - Up to 10 years in prison (male and female) |
| ایران               | Illegal                                                               | - Blood relatives prohibited by religious law - Step-mother | Death penalty |
| اسرائیل             | Legal (if both over 21)                                               | Underage relative by blood or adoption | Up to 16 years in prison |
| ایتالیا             | Illegal (if it provokes public scandal)                               | | From 2 to 8 years in prison |
| ساحل عاج            | Legal                                                                 | | |
| ژاپن                | Legal                                                                 | | |
| لتونی               | Legal                                                                 | | |
| لیبریا              | Illegal                                                               | - Lineal ancestors and descendants - Half or full sibling - Uncle, aunt, nephew or niece of whole blood - Same-sex relations are always prohibited | Up to 3 years in prison |
| لیتوانی             | Legal (if both over 18)                                               | | |
| لوکزامبورگ          | Legal (since 1810)                                                    | | |
| مالزی               | Illegal                                                               | - Relatives prohibited by religious law | - From 6 to 20 years in prison - Whipping |
| هلند                | Legal                                                                 | | |
| نیوزیلند            | Illegal                                                               | - Lineal ancestors and descendants - Full or half-siblings | Up to 10 years in prison |
| نیجریه              | Illegal (since 2015)                                                  | | 5+ years in prison (consensual) 10+ years (non-consensual) |
| نروژ                | Illegal                                                               | - Lineal ancestors and descendants - Siblings - Stepfamily | Up to 5 years in prison |
| پاکستان             | Illegal                                                               | - wife or former wife of father, grandfather and further ancestors - Mother, grandmother and further ancestors - Daughter, granddaughter and further descendants - full or half-sister - parents' sisters, grandparents' sisters and further ancestors' sisters - daughter, granddaughter and further descendant of full or half-sibling - suckling ancestor - suckling sister - Mother, grandmother and further ancestors of wife or former wife - Daughter, granddaughter of wife or former wife - Wife or former wife of true son or grandson and further descendants | |
| فیلیپین             | Legal (for sexual activity if both over 18) / Illegal (marriage only) | - Lineal ancestors and descendants - Full and half siblings - Collateral relatives by blood within the fourth civil degree | |
| لهستان              | Illegal                                                               | - Lineal ancestors and descendants - Guardian or ward - Full, half and step-siblings | From 3 months to 5 years in prison |
| پرتغال              | Legal                                                                 | | |
| روسیه               | Legal                                                                 | | |
| عربستان سعودی       | Illegal                                                               | | Death penalty |
| صربستان             | Legal (if both over 18)                                               | - Underage relative by blood - Underage sibling | Up to 3 years in prison |
| سنگاپور             | Illegal                                                               | - Daughter or son, mother or father, grandson or granddaughter, grandmother or grandfather - Sister or half-sister, brother or half-brother - Same-sex relations are always prohibited | Up to 5 years in prison |
| اسلوونی             | Legal (if both over 18)                                               | - Underage lineal relative - Underage sibling | Up to 2 years in prison |
| آفریقای جنوبی       | Illegal                                                               | - Lineal ancestors and descendants - Within the first degree of consanguinuity - Within the first degree of affinity - Adoptive parent/child | Up to 3 years in prison and fine (not punished if both are minors) |
| کره جنوبی           | Legal                                                                 | | |
| سومالی              | Illegal                                                               | | Death penalty |
| سودان جنوبی         | Illegal                                                               | - Lineal ancestors and descendants - Half or full sibling, uncle, aunt, niece, nephew - Same-sex relations are always prohibited | - Up to 7 years in prison - Fine |
| اسپانیا             | Legal                                                                 | | |
| سوئد                | Illegal                                                               | - Lineal ancestors and descendants - Full siblings | |
| سوئیس               | Illegal                                                               | - Lineal ancestors and descendants - Full siblings | Up to 3 years in prison |
| سودان               | Illegal                                                               | - Lineal ancestors and descendants or their spouses - Sister, brother or their children, aunt or uncle - Same-sex relations are always prohibited | - Death penalty if same-sex relations; - Additional punishment of up to 5 years in prison otherwise |
| تایوان              | Illegal                                                               | - Lineal relatives by blood - Collateral relatives within the third degree of relationship by blood | Up to 5 years in prison |
| تانزانیا            | Illegal                                                               | - Granddaughter, daughter, sister or mother (male) - Grandfather, father, brother or son (female) - Same-sex relations are always prohibited | Up to 5 years in prison |
| تایلند              | Legal (if both over 15)                                               | | |
| ترکیه               | Legal                                                                 | | |
| اوگاندا             | Illegal                                                               | - Grandmother, mother, half or full sister, daughter, granddaughter, wife's mother, wife's daughter, aunt, sibling's daughter, son's wife, cousin, father's wife (male) - Grandfather, father, half or full brother, son, grandson, husbands's father, husband's son, uncle, sibling's son, daughter's husband, cousin, mother's husband (female) - Same-sex relations are always prohibited | - Up to 7 years in prison - Up to life imprisonment if relative is below 18 |
| امارات متحده عربی   | Illegal                                                               | Blood relatives prohibited by religious law | Death penalty |
| بریتانیا            | Illegal                                                               | - Parent, grandparent, child, grandchild - Brother, sister, half-brother, half-sister - Uncle or aunt - Nephew or niece | - Up to 2 years imprisonment for sex between adult relatives (penetration) - Up to 14 years imprisonment for sexual activity with a child family member |
| ایالات متحده آمریکا | / Varies by states                                                    | Varies by states | Varies by states |
| زامبیا              | Illegal                                                               | - Granddaughter, daughter, sister, mother (male) - Grandfather, father, brother, son (female) - Same-sex relations are always prohibited | Up to 5 years in prison |

## آفریقا

### ساحل عاج
زنا با محارم اجماعی میان بزرگسالان در ساحل عاج قانونی است.

### آفریقای جنوبی
در آفریقای جنوبی، از سال ۲۰۰۷، تعریف زنا با محارم به‌شیوه دخول ولی به شرح زیر بوده‌است:
- به صورت خطی، یعنی اگر یک نفر از نوادگان مستقیم دیگری باشد.
- در درجه اول خویشاوندی، یعنی رابطه‌ای که یک شخص از فرزندان مستقیم پدر یا مادر دیگری باشد. این دسته شامل خواهر و برادر و همچنین یک عمو یا عمه با خواهرزاده یا برادرزاده است.
- در درجه اول خویشاوندی سببی، یعنی رابطه‌ای که یک شخص جد مستقیم یا اعقاب همسر شخص دیگر باشد.
- به عنوان پدرخوانده و فرزند خوانده.[۲۷]

پیش از سال ۲۰۰۷، زنا با محارم در قوانین جرم کامن لا جرمی تلقی می‌شد که به میزان درجات رابطه بستگی داشت؛ اما تنها در صورت مقاربت واژنی اعمال می‌شد.

### زیمبابوه
در زیمبابوه، بیش‌تر اشکال زنا با محارم غیرقانونی است و مجرم در حال حاضر مجازات جریمه نقدی تا بیش از سطح چهارده (حدود ۵۰۰۰ دلار آمریکا) یا حبس برای یک دوره بیش از پنج سال یا هر دو را ندارد. زنا با محارم در این کشور به عنوان «رابطه جنسی با فردی از اعضای خانواده در یک درجه ممنوع از رابطه» طبقه‌بندی می‌شود. یک درجه ممنوع از رابطه می‌تواند رابطه والدین و فرزند طبیعی یا فرزندخوانده وی، پدر یا مادر ناتنی و فرزند ناتنی وی باشد؛ خواه پدر یا مادر ناتنی و والدین بر اساس قانون ازدواج ازدواج کنند [فصل ۵:۱۱] یا قانون ازدواجهای عرفی [فصل ۵:۰۷] یا طرفین ازدواج قانون عرفی ثبت نشده باشند. نیز اینکه آیا کودک هنگام ازدواج بالای هجده سال سن داشته‌است یا نه در این قانون لحاظ می‌شود. یک خواهر و برادر، خواه از خون کامل یا دورگه؛ یا یک عمو و خواهرزاده اش؛ یا یک دایی بزرگ و خواهرزاده اش؛ یا یک خاله و برادرزاده اش؛ یا یک خاله مادر بزرگ و برادرزاده اش یا یک مادربزرگ و پدربزرگ و نوه او و هر شخص و پسر عموی اول یا دوم او. در موارد پسر عموی اول و دوم، فردی که به چنین جنایتی متهم شده‌است می‌تواند دفاعی را ارائه دهد که آداب یا رسوم فرهنگی یا مذهبی جامعه ای که وی به آن تعلق دارد، ازدواج بین پسر عموهای اول یا دوم را منع نمی‌کند. یا در مورد شخصی که عضوی از جامعه تحت قانون عرف است، که آداب یا رسوم فرهنگی یا مذهبی جامعه خاصی که وی به آن تعلق دارد ازدواج بین پسر عموهای اول یا دوم را منع نمی‌کند.

## قاره آمریکا

### آرژانتین
در آرژانتین، اگر هر سن دو نفر بیش از حداقل سن رضایت باشد، زنا با محارم قانونی است. ازدواج بین اقوام درجه سه و بالاتر از آن مجاز است؛ به استثنای ازدواج شامل اجداد و فرزندان خطی که بی‌توجه به درجه جدایی (والدین / فرزندان، پدربزرگ و مادربزرگ) لغو و بی‌اعتبار تلقی می‌شود.

### برزیل
اگر افراد درگیر بالای ۱۴ سال باشند، برزیل مجازات کیفری برایشان در نظر نمی‌گیرد. (سن رضایت در برزیل) رابطه جنسی گزارش شده با افراد ۱۲ و ۱۳ ساله به عنوان تجاوز قانونی تحت پیگرد قانونی قرار دارد. نیروهای پلیس کلیه موارد قانونی مربوط به تجاوز جنسی را بدون تمایز سنی تحت پیگرد قانونی قرار می‌دهند. باید توجه داشت که سن رضایت در اینجا بدین معنی است که فرد می‌بایست برای انجام عمل جنسی تحت هیچ گونه زورگویی یا کلاهبرداری نبوده باشد.
ازدواج پسر عموی اول، که در قرن نوزدهم در بعضی مناطق کاملاً رایج بود، در صورت تقاضا مانند سایر ازدواج‌ها مجاز است. این در حالی است که ازدواج‌هایی که بین عموها یا عمه‌ها و برادرزاده‌ها یا خواهرزاده‌ها انجام می‌شود و بیش‌تر میان برخی قبایل آمرندیایی آمازون و آنهایی که بین خواهران و برادران ناتنی مجاز هستند، به شرطی که افرادی که مبادرت به آن می‌کنند از نظر بهداشتی مشکلی نداشته باشند، مجاز است. ازدواج بین والدین و فرزندان آنها (اعم از فامیلی و فرزندخواندگی) یا خواهر و برادر (هر دو فامیلی و فرزندخواندگی) فاقد اعتبار است اما همان‌طور که در بالا گفته شد، روابط جنسی و نه تجاوز جنسی بین افراد بالاتر از سن رضایت مجاز است.
قانون برزیل، طبق ماده ۱۵۲۱ قانون مدنی، همچنین بطلان ازدواج بین والدین و فرزندان با پدربزرگ و مادربزرگ و نوه‌ها یا هر نوع رابطه صعود و تبار (اعم از خویشاوندی و فرزندخواندگی)، پدر و مادر و فرزندان را نیز شامل می‌شود. این قانون قبلاً ازدواج والدین را ممنوع و ممنوعیت ازدواج بین خواهران و برادران را به خواهران و برادران ناتنی، که هر دو در بالا ذکر شد، گسترش داد. اما قانون منشور ۳٫۲۰۰ / ۱۹۴۱ ازدواج برای افراد ناهم‌تبار در خویشاوندی درجه سوم را امکان‌پذیر کرد (۲۵٪) به شرطی که هر دو در سلامت کامل باشند.
قانون برزیل هرگز ازدواج بین دو پسر عموی اول را به عنوان دلیل بطلان در نظر نگرفته‌است؛ حتی اگر همسران آنها به اندازه ازدواج خواهران و برادران داری ضریب رابطه قوی باشند و از آنها، به عنوان دیگر پسر عموهای اول، خواسته نمی‌شود گواهی سلامتی کامل ارائه کنند. همچنین از نظر قانونی تقریباً مانند افراد غیر مرتبط، خواهر و برادر خوانده یا خواهر و برادر ناتنی (یعنی کسانی که خواهر یا برادر ناتنی دارند که فرزند فرزند همسر دومی است یا پدر و مادر یکی از آنها است) پیش از ازدواج از آنها خواسته می‌شود که از نظر سلامتی خود را بررسی کرده گواهی بگیرند.

### کانادا
طبق قوانین فدرال کانادا، زنا با محارم به عنوان رابطه جنسی با یک خواهر یا برادر (از جمله خواهر و برادر ناتنی)، فرزند/والدین یا نوه/پدربزرگ و مادربزرگ تعریف می‌شود که نیاز به مشخص شدن رابطه خونی دارد. این جرم مجازاتی بیشینه تا ۱۴ سال حبس دارد و شخصی که با شخص زیر ۱۶ سال رابطه جنسی انجام دهد، کمینه تا پنج سال حبس دارد.

### شیلی
در شیلی، زنا با محارم بین اجداد و فرزندان خطی و خواهر و برادر کامل ممنوع بوده و مجازات آن تا ۱ سال زندان است.

### مکزیک
در مکزیک، جرم زنا با محارم هنگامی که اجداد با فرزندان خود رابطه جنسی برقرار کنند، با مجازات یک تا شش سال زندان روبرو می‌شود.

### ایالات متحده
قوانین مربوط به زنا با محارم در ایالات متحده به لحاظ تعریف جرم و مجازات‌های ارتکاب آن در حوزه‌های قضایی این کشور بسیار متفاوت است. قوانین مربوط به زنا با محارم در آمریکا و ناحیه کلمبیا در مقاله‌های مربوط به هرکدام توضیح داده شده‌است.
در ایالات متحده، ناحیه کلمبیا و هر ایالت و سرزمین مسکونی این کشور، زنا با محارم دارای نوعی از ممنوعیت است. در بیشتر ایالت‌ها، فعالیت جنسی بین یک جد خطی و یک نسل خطی (پدر و مادر، مادربزرگ و مادربزرگ با فرزند یا نوه)، خواهر و برادرها (خواهر و برادر و خاله برادر، عمو و برادرزاده) به عنوان زنا با محارم مجازات در پی دارد. با این حال، اساسنامه‌های فردی بسیار متفاوت هستند. رود آیلند قانون جنایی زنا با محارم خود را لغو کرده‌است. و تنها ازدواج نامحرم را جرم تلقی می‌کند. اوهایو «تنها والدین را هدف قرار می‌دهد» و نیوجرسی هیچ مجازاتی را برای هر دو طرف ۱۲ ساله یا بیشتر اعمال نمی‌کند. شدیدترین مجازاتهای مربوط به زنا با محارم در ماساچوست، ویرجینیا، تگزاس و اورگن است که مجازات محکومیت را تا ۲۰ سال زندان، جورجیا که مجازات محارم تا ۳۰ سال زندان است، ویسکانسین که مجازات محارم تا ۴۰ سال زندان و در ایالت‌های کلرادو، نوادا، مونتانا، آیداهو و میشیگان که ممکن است مجرم به مجازات حبس ابد برای این جرم محکوم شود.
در برخی از ایالت‌ها، رابطه جنسی بین پسر عموهای اول ممنوع است. (به قوانین ازدواج عموزاده‌ها در ایالات متحده برای رابطه جنسی عموزاده‌ها و همچنین ازدواج پسر عموها مراجعه کنید. این کار در برخی از ایالات غیرقانونی است). بسیاری از ایالت‌ها همچنین قوانین مربوط به زنا با محارم را در روابط غیر خونی اعمال می‌کنند؛ از جمله پدربزرگ‌ها، خواهرزاده‌ها، همسران و افراد مرتبط با فرزندخواندگی.

## آسیا

### چین

#### سرزمین اصلی
جمهوری خلق چین دو گونه ازدواج خویشاوندی را ممنوع کرده‌است.
1. یکی از طرف‌ها، از نوادگان مستقیم دیگری باشد.
2. یکی از طرف‌ها، پسر عموی اول شخص دیگر باشد.

#### هنگ کنگ
در هنگ کنگ برقراری رابطه جنسی با برخی از نزدیکان خانوادگی غیرقانونی است؛ حتی اگر میان بزرگسالان راضی صورت پذیرد. روابط ممنوع پدربزرگ-نوه، پدر-دختر، برادر-خواهر و مادر و پسر است. مجازات برای بزهکاران مرد تا ۲۰ سال حبس و برای مجرمان زن تا ۱۴ سال حبس است. این قانون شامل رابطه جنسی با اقوام دورتر مانند عمه، دایی، خواهرزاده، برادرزاده و پسر عمو نمی‌شود. این قانون تنها به رابطه جنسی مرد با زن می‌پردازد و به نظر می‌رسد که در آن، زنا با محارم همجنس غیرقانونی نیست. این قانون فرض می‌کند که یک دختر زیر ۱۶ سال توانایی رضایت دادن به رابطه جنسی را ندارد؛ بنابراین، نمی‌تواند مرتکب جرم زنا با محارم شود.

#### ماکائو
طبق قانون مدنی ماکائو، افراد دارای خویشاوندی مستقیم یا در درجه دوم خویشاوندی نمی‌توانند با یکدیگر ازدواج کنند.

### هند
قانون جزایی هند (IPC) شامل هیچ ماده خاصی در مورد زنا با محارم نیست و از آن سوی، هیچ قانونی در حمایت از زنا با محارم نیز در آن وجود ندارد؛ اما مقررات کلی در مورد سوءاستفاده جنسی از کودکان توسط سرپرست آنها، مانند والدین یا معلم وجود دارد. قوانین مربوط به ازدواج، بسته به ناحیه، متفاوت از یکدیگر هستند.

### ژاپن
زنا با محارم به‌صورت توافقی بین بزرگسالان در ژاپن قانونی است.

### مالزی
در مالزی داشتن رابطه جنسی با شخصی که طبق قانون، شریعت، عرف یا آداب و رسوم، شخص، مجاز به ازدواج با او نباشد، زنا با محارم است.
علاوه بر شلاق، افرادی که به جرم زنا با محارم محکوم شده‌اند با کمینه ۶ سال حبس و بیشینه مجازات ۲۰ سال حبس روبرو می‌شوند. اگر شخص نمی‌دانسته‌است که رابطه مجاز نیست یا رابطه جنسی بدون رضایت وی انجام شود، این یک می‌تواند در دادگاه به عنوان یک دفاع در برابر اتهام مورد استفاده قرار گیرد. دختران زیر ۱۶ سال و پسران زیر ۱۳ سال نیز طبق قوانین مالزی توانایی رضایت دادن ندارند. (سن رضایت برای رابطه جنسی در مالزی برای هر دو جنس ۱۶ سال است)
در حالی که مشخص نیست که قانون زنا با محارم برای کدام یک از اعضای خانواده اعمال می‌شود، در حکمی از دادگاه عالی در صباح و ساراواک به سال ۲۰۱۱ نشانه‌هایی در مورد دستورالعمل‌های مجازات ارائه شده‌است. این حکم زنا با محارم را «جنایتی شنیع» توصیف کرد اما میزان خویشاوندی طرفین «سطح دافعه» را حکم می‌کند که دادگاه به حکم صادره تبدیل می‌کند. در این حکم آمده‌است که بدترین حد در چنین مقیاسی، زنا با محارم محرمانه پدر توسط دختر زیستی وی یا برادر نسبت به خواهر زیستی وی است و اینگونه مجرمان باید سختگیرانه‌ترین مجازات را داشته باشند. در این گزارش آمده‌است که یک دایی و خواهرزاده مادری وی که مرتکب زنا با محارم شده‌اند، در همان سطح نیستند و اگر خشونتی در کار نبوده باشد، مدت مجازات باید منعکس کننده نوع جرم باشد.
برای کسانی که از راه تجاوز جنسی مرتکب زنا با محارم می‌شوند احکام شدیدتری در نظر گرفته شده‌است. جرم تجاوز جنسی به محارم از ۸ سال حبس تا بیش از ۳۰ سال حبس مجازات دارد. علاوه بر این، محکومین کمتر از ۱۰ ضربه شلاق دریافت نمی‌کنند.
قانون مالزی همچنین رابطه جنسی با اعضای ناتنی خانواده را زنا با محارم تلقی می‌کند.

### پاکستان
قانون پاکستان زنا با محارم را ازدواج یا آمیزش جنسی میان یک مرد و یکی از این خویشاوندان تعریف می‌کند:
- همسر یا همسر سابق پدر، پدربزرگ و اجداد بعدی
- مادر، مادربزرگ و اجداد بعدی
- دختر، نوه و فرزندان بعدی
- خواهر کامل یا ناتنی
- خواهران والدین، خواهران پدربزرگ و مادربزرگ و خواهران اجداد بعدی
- دختر، نوه و از نسل بعدی خواهر و برادر کامل یا ناتنی
- جد شیرخوار
- خواهر شیرخوار
- مادر، مادربزرگ و اجداد بعدی همسر یا همسر سابق
- دختر، نوه همسر یا همسر سابق
- همسر یا همسر سابق پسر یا نوه واقعی و فرزندان بعدی
- چندهمسری خواهرانه

هر دو طرف شریک در صورت ارتکاب اقدامات فوق با اتهام زینا روبرو هستند.

### فیلیپین
ماده ۸۱ قانون مدنی فیلیپین ازدواج بین محارم زیر را باطل و غیرقانونی در نظر گرفته‌است:
1. بین خواهران و برادران، خواه ناتنی باشد یا نیمه‌نانتی.
2. بین بستگان نسبی در درجه چهار مدنی

منع مشابهی را می‌توان در مواد ۳۷ و ۳۸ قانون خانواده فیلیپین یافت.
در یک پرونده مهاجرتی رسیدگی به ویزا به سال ۱۹۷۳ یک افسر مهاجرت، ورود یک زوج متأهل را که پسر عموی دوم بودند به فیلیپین منع کرد. در حین تصمیم‌گیری، افسر مهاجرت به بخش ۱ ماده ۸۱ قانون مدنی استناد کرد. با این حال، در دادخواست تجدید نظر، مشخص شد که طرفین از اقوام عقدی هستند و بنابراین در زیر بخش ۲ همان قانون قرار دارند که ازدواج بین بستگان را از طریق خون در درجه چهارم مدنی منع می‌کند. درجه چهار مدنی شامل عموزاده‌های اول است. پسر عموهای دوم که فرزندان پسر عموهای اول هستند، تحت درجه پنج مدنی قرار می‌گیرند و مشمول این ممنوعیت نمی‌شوند. این ازدواج که طبق قوانین محل برگزاری جشن معتبر است، تنها برای مهاجرت به رسمیت شناخته شد.
علاوه بر این، قوانین شخصی مسلمانان فیلیپین ازدواج‌های زناشویی خانوادگی را منع کرده‌است این ازدواج‌ها ممکن است میان این اقوام رخ دهند:
1. فرزندان و نوادگان از هر درجه
2. خواهران و برادران، اعم از ژنی، خویشاوندی یا رحمی
3. خواهران و برادران و فرزندان آنها در درجه سوم مدنی

در حالی که ازدواج نامحرم‌ها در فیلیپین غیرقانونی است، اما قانونی وجود ندارد که اعمال جنسی خارج از ازدواج را بین دو بزرگسال راضی منع کند.

### سنگاپور
بخش 376G قانون مجازات مشخص می‌کند که "یک مرد بالای ۱۶ سال سن که با نوه دختری، دختر، خواهر، خواهر ناتنی، مادر یا مادربزرگ خود رابطه جنسی داشته باشد، با رضایت یا بدون آن، مجرم شناخته خواهد شد و این یک اهانت، توهین، جرم و بزه قلمداد می‌گردد. هر زنی در سن ۱۶ سالگی یا بالاتر که با رضایت به پدربزرگ، پدر، برادر، برادر ناتنی، پسر یا نوه خود اجازه دهد به روشی که شرح داده شده در او دخول کند؛ طبق بخش (1) (a) یا (b)، با علم به اینکه طرف مقابل، پدربزرگ، پدر، برادر، برادر ناتنی، پسر یا نوه اوست، حسب مورد مجرم شناخته خواهد شد. "

### تایوان
در تایوان، ماده 983 قانون مدنی ازدواج با هر یک از خویشاوندان خطی از طریق خون یا به‌طور قانونی در صورتی که در درجه ششم رابطه باشد (به جز نسب با فرزندخواندگی که از همان درجه باشد)، یا اگر از خویشاوندان عقدی باشد، منع کرده‌است. این نوع ازدواج با ازدواج در درجه پنجم رابطه متفاوت است. خویشاوندانی که از راه ازدواج یا از راه فرزندخواندگی خویشاوند شده باشند، از انجام زنا با محارم ممنوع هستند و حتی پس از پایان ازدواج یا فرزندخواندگی نیز نمی‌توانند این کار را انجام دهند. درجه رابطه به صورت عمودی محاسبه می‌شود؛ بنابراین یک خواهر و برادر در درجه دوم رابطه هستند. تفسیر قضایی یوان شماره ۳۲ و شماره ۹۱ اجازه ازدواج بین خواهر و برادر را با فرزندخواندگی را مجاز در نظر گرفته‌است تنها به شرطی که فرزندخواندگی به منظور ازدواج صورت پذیرفته شده باشد. در زمانی که این تفسیر انجام می‌شد، غیر معمول نبود که والدین فرزندی را به فرزندی قبول کنند تا وقتی هر دو کودک بزرگ شدند، بتواند با فرزندخوانده ازدواج کند. ماده 230 قانون مجازات رابطه جنسی بین هر یک از خویشاوندان خطی از طریق خون یا بستگان عقدی در درجه سوم رابطه را منع کرده‌است. متخلفین ممکن است تا ۵ سال حبس دریافت کنند.

### تایلند
رابطه جنسی با محارم بین افراد بالای ۱۵ سال به موجب قانون منعی ندارد؛ اما ازدواج با محارم توسط قانون منع شده‌است.

### ترکیه
در ترکیه ازدواج خواهر-برادر غیرقانونی و ممنوع است؛ در حالی که ازدواج فامیلی قانونی است. ازدواج بین والدین و فرزندان نیز ممنوع است؛ حتی در صورت عدم وجود رابطه خونی، یعنی پدر یا مادرخوانده یا والدین همسر.

### ویتنام
زنا با محارم بین افراد با خط خونی مستقیم در ویتنام غیرقانونی است و مجازات آن مجازات حبس بین ۶ ماه تا ۵ سال است.

## اروپا
بیشتر کشورهای اروپایی زنا با محارم را منع می‌کنند. به غیر از کشورهای ذکر شده در زیر، کشورهای اروپایی که چنین ممنوعیت مشابهی دارند، عبارتند از: آلبانی ماده ۱۰۶، (منبع همه مقاله‌های مشابه به قانون مجازات رجعت دارند) اوکراین ماده ۱۵۵ بند 2 اسلوونی ماده ۱۹۵، اسلواکی بند ۲۰۳، صربستان ماده ۱۹۷، لهستان ماده ۲۰۱، نروژ ماده ۱۹۷ و ۱۹۸، مجارستان ماده ۱۹۹، بلغارستان ماده ۱۵۴، و قبرس ماده 147.
کشورهایی که زنا با محارم بین خواهر و برادر بزرگسال راضی را قانونی می‌دانند شامل فرانسه، اسپانیا، بنلوکس و پرتغال هستند.

### اتریش
در اتریش، زنا با محارم بین اجداد و فرزندان خطی و خواهر و برادر کامل ممنوع است. مجازات آن تا ۳ سال زندان است.

### جمهوری چک
بخش ۱۸۸ قانون جزای جمهوری چک زنا با محارم بین اجداد خطی و فرزندان و خواهر و برادران را منع کرده‌است. بیشینه مجازات ۳ سال حبس است.

### دانمارک
در دانمارک، زنا با محارم به عنوان رابطه جنسی بین اجداد و فرزندان خطی و خواهر و برادر کامل تعریف شده‌است. مجازات رابطه جنسی با فرزند تا ۶ سال حبس است. مجازات این کار بین خواهر و برادر تا ۲ سال حبس است.

### استونی
در استونی، رابطه جنسی کامل یا ارتکاب هر عمل جنسی دیگر توسط والدین، شخصی که دارای حقوق والدین یا پدربزرگ و مادربزرگ با فرزند یا نوه است، از ۲ تا ۸ سال حبس دارد.

### فنلاند
در فنلاند، اعمال جنسی بین خواهر یا برادر کامل فرد و نه خواهر و برادر ناتنی، جد یا فرزندان به عنوان «اقدام جنسی بین اقوام نزدیک» به جزای نقدی یا تا دو سال زندان منجر خواهد شد؛ اما در صورت انجام عمل جنسی با والدین یا پدربزرگ و مادربزرگ یا در صورت مجبور شدن یا غیرقانونی بودن چنین عملی، مجازاتی برای شخصی که زیر ۱۸ سال داشته باشد، در نظر گرفته نشده‌است. قانون ازدواج بیان می‌کند که ازدواج بین خواهر و برادر، خواهر و برادر ناتنی، اجداد یا فرزندان ممنوع است.

### فرانسه، بلژیک و لوکزامبورگ
قانون مجازات سال ۱۸۱۰ که توسط ناپلئون اول ابلاغ شد و در بیشتر مناطق اروپا تصویب شد، قوانین زنا با محارم در فرانسه، بلژیک و لوکزامبورگ را لغو کرد. در ۲۷ ژانویه ۲۰۱۰، فرانسه قوانین ضد زنا با محارم را احیا کرد. با این حال، قانون جدید، زنا با محارم را تجاوز جنسی یا سوء استفاده جنسی از یک کودک «توسط یکی از اقوام یا هر شخص دیگری که دارای مسوولیت قانونی یا مسوولیت قانونی بالفعل نسبت به قربانی است» تعریف کرده‌است. زنا با محارم بین بزرگسالان راضی ممنوع نیست.

### آلمان
در آلمان از نظر قانونی زنا با محارم به عنوان رابطه مهبلی بین اجداد و فرزندان خطی (پدر و مادر، پدربزرگ و مادربزرگ، نوه و نتیجه و فرزندان آنها) و بین خواهر و برادر کامل (یا ناتنی) تعریف می‌شود. بنا به این تعریف زنا با محارم بین شرکای هم‌جنس از نظر فنی مجازات ندارد. مجازات مذکور جریمه نقدی یا حداکثر ۳ سال زندان است. زنا با محارم بین بستگان که زیر سن ۱۸ سال هستند در زمان ارتکاب جرم مجازات ندارد اما همچنان جرم محسوب می‌شود؛ بنابراین کمک و مشارکت در زنا با محارم بین افراد زیر سن قانونی مجازات دارد.
در مورد ازدواج، همین قوانین ازدواج بین اقوام پیش گفته را اعمال و منع می‌کند.
مسئولیت کیفری زنا با محارم در بین بزرگسالان راضی در آلمان مورد اختلاف است. در مورد پاتریک استوبینگ، دادگاه قانون اساسی فدرال در سال ۲۰۰۸ حکم داد که جرم انگاری زنا با محارم در محاکمه با رأی ۷: ۱ و یک قاضی، مخالف قانون اساسی است.
در سپتامبر ۲۰۱۴، شورای اخلاقی آلمان به دولت پیشنهاد کرد که قوانینی را که جرم زناشویی توافقی بین خواهر و برادر بزرگسال را جرم تلقی می‌کنند، لغو کند؛ با این استدلال که این ممنوعیت‌ها لگدمال کردن حقوق شهروندان است.

### یونان
ماده 345 قانون مجازات یونان که توسط ماده ۲، بند ۸ قانون ۳۶۲۵/۲۰۰۷ اصلاح شده‌است و ماده ۳ بند ۱۰ قانون 3727/2008 روابط جنسی بین خویشاوندان صعودی و نزولی را منع می‌کند؛ نیز روابط جنسی و بین خواهر و برادر ناتنی یا تنی، و (۱) برای اقارب صعودی (به عنوان مثال پدر، عمو، پدربزرگ و غیره) حکم می‌کند: حداقل ۱۰ سال حبس باشد اگر اقارب پایین‌تر از ۱۵ سال سن داشته باشد. چنانچه اقارب بین ۱۵ تا ۱۸ سال باشد یا بیش‌تر، بیشینه ۲ سال حبس. (۲) برای اقارب نزولی (به عنوان مثال فرزند، برادرزاده و غیره) حداکثر ۲ سال حبس. (۳) برای خواهر و برادرهای ناتنی یا تنی حداکثر ۲ سال حبس. بند ۲ ماده ۳۴۵ قانون مجازات همچنین بیان می‌دارد که اگر اقوام نسبی و خواهر و برادر ناتنی یا تنی زیر ۱۸ سال داشته باشند، ممکن است از هر اتهامی پاک شوند.
همچنین، ماده 1357 قانون مدنی یونان ازدواج بستگان از خط خونی مستقیم را به‌طور کلی و بالاتر از چهار درجه خویشاوندی خونی را از خون ثانویه منع کرده‌است. به عنوان مثال فرد می‌تواند با پسر عموی اول مادر/ پدر خود ازدواج کند؛ اما نمی‌تواند با پسر عموی خود ازدواج کند. همچنین ماده ۱۳۵۸ قانون مدنی یونان ازدواج اقوام را در خط خون مستقیم کامل و بالاتر از درجه سوم خط خون ثانویه منع کرده‌است.

### ایسلند
ماده 200 قانون مجازات ایسلند روابط جنسی بین خویشاوندان از دو خط صعودی و نزولی و خواهر و برادر ناتنی یا تنی را منع کرده و (۱) برای اقارب صعودی (به عنوان مثال پدر، دایی، پدربزرگ و غیره) حکم می‌کند: اگر نسبی نزولی بین ۱۵ تا ۱۷ سال داشته باشد حداکثر تا ۱۲ سال حبس، در صورت داشتن ۱۸ سال به بالا حبس حداکثر تا ۸ سال. (۲) برای خواهر و برادر حداکثر ۴ سال حبس - اگر خواهر و برادر ناتنی یا تنی زیر ۱۸ سال داشته باشند، ممکن است از هر اتهامی پاک شوند.

### جمهوری ایرلند
طبق قانون مجازات زنا با محارم 1908 که به پیش از تأسیس این کشور بر می‌گردد، زنا با محارم در جمهوری ایرلند غیرقانونی است.
برقراری ارتباط جنسی یک مرد با مادر، دختر، خواهر یا خواهر ناتنی خود غیرقانونی است. و برای یک زن (بالای شانزده سال) با پدربزرگ، پدر، پسر، برادر یا برادر ناتنی خود. این عمل به روابط خانوادگی دیگر (مانند نوه-مادربزرگ) یا زنا با محارم میان همجنسگرایان اشاره ندارد.
پیش از اصلاحیه قانون ۱۹۰۸ به سال ۲۰۱۹، زنا با محارم برای یک زن تا ۷ سال و برای یک مرد تا حبس ابد مجازات داشت. این اصلاحیه حداکثر ۱۰ سال حبس برای مردان و زنان پیش‌بینی کرد.
گهگاه مجرمانی که به زنا با محارم محکوم شده‌اند برای درمان در بیمارستان روانی بستری می‌شوند.

### ایتالیا
زنا با محارم در ایتالیا تنها در صورت ایجاد رسوایی عمومی غیرقانونی است. طبق ماده ۵۶۴ قانون مجازات، برای این جرم، حبس از ۲ تا ۸ سال در نظر گرفته شده‌است. همچنین در صورتی که یک طرف زیر سن قانونی باشد، سال‌های بیش‌تری حبس دریافت می‌کند.

### لتونی
زنا با محارم در لتونی به جز رابطه جنسی با فرد زیر سن، که به‌طور عمومی در قانون مجازات دارد، منع قانونی ندارد.

### لیتوانی
قانون کیفری لیتوانی صراحتاً مجازات کیفری برای زنا با محارم بین بزرگسالان را پیش‌بینی نکرده‌است؛ با این حال این قانون بیان می‌کند که «پدر، مادر، سرپرست، یا دیگر نماینده قانونی کودک یا شخصی که دارای اختیارات قانونی نسبت به یک خردسال است، در صورت رابطه جنسی با وی، با جزای نقدی یا محدودیت آزادی یا دستگیری یا حبس برای مدت طولانی تا ۶ سال روبرو می‌شود.» بدین ترتیب، قانون صراحتاً مجازات کیفری برای زنا با محارم بین والدین و فرزند یا افرادی که خویشاوندی مشابهی دارند، را پیش‌بینی کرده‌است.

### هلند
زنا با محارم به صورت توافقی بین بزرگسالان در هلند قانونی است. ازدواج بین اجداد و فرزندان یا خواهر و برادر ممنوع است؛ اگرچه وزیر دادگستری می‌تواند در مورد خواهر و برادرهای فرزندخوانده، بخشش اعطا کند. ازدواج بین افراد با روابط خونی درجه سوم و چهارم امکان‌پذیر است؛ اما هر دو شریک نیاز به امضای اظهارنامه رضایت دارند. (کتاب قانون مدنی هلند ۱، مواد ۴۱ و 42.)

### نروژ
زنا با محارم در نروژ غیرقانونی است و به معنای رابطه بین اجداد و فرزندان، خواهر و برادرها و حتی میان افراد خانواده ناتنی است. مجازات آن تا ۵ سال زندان است.

### لهستان
در لهستان، زنا با محارم در ماده 201 قانون مجازات به عنوان رابطه جنسی با جد، اولاد، سرپرست، مراقب، برادر یا خواهر تعریف شده‌است و مجازات آن حبس کمینه ۳ ماه و بیشینه ۵ سال است.

### پرتغال
طبق قوانین کشور پرتغال، زنا با محارم به‌طور خاص ممنوع نیست.

### رومانی
زنا با محارم در قانون جزای رومانی به عنوان «روابط جنسی توافقی بین خویشاوندان خطی یا بین خواهر و برادر» تعریف شده‌است و از یک سال تا ۵ سال زندان مجازات دربردارد.

### روسیه
در روسیه، رابطه جنسی توافقی بین بزرگسالان، از جمله محارم، جرم نیست. با این حال، طبق قانون خانواده روسیه، افرادی که خویشاوندی خطی دارند، خواهر و برادر، خواهر و برادر ناتنی، و یک پدر و مادر و یک فرزند خوانده نمی‌توانند ازدواج کنند.

### اسلوونی
زنا با محارم در اسلوونی از نظر کیفری ممنوع نیست؛ مگر اینکه یکی از طرف‌ها خردسال باشد. کسی که با یک خردسال نسبی خونی خود رابطه جنسی داشته باشد به ۲ سال زندان مجازات محکوم می‌شود.

### اسپانیا
زنا با محارم به صورت توافقی بین بزرگسالان در اسپانیا قانونی است.

### سوئد
در سوئد از نظر قانونی زنا با محارم میان فرزندان یا خواهر و برادر تنی ممنوع است. خواهر و برادر ناتنی می‌توانند ازدواج کنند، اما نیاز به تأیید ویژه دولت دارند.

### سوئیس
ماده ۲۱۳ قانون جزای سوئیس، زنا با محارم را منع کرده‌است. مجازات رابطه جنسی بین خواهر و برادر یا سایر افرادی که از طریق خون و به صورت مستقیم با هم نسبت دارند، تا ۳ سال حبس است. دولت فدرال پیشنهاد لغو این ممنوعیت را در سال ۲۰۱۰ مطرح کرد؛ با این استدلال که در موارد معدودی که افراد به زنا با محارم محکوم شده‌اند (سه نفر از سال ۱۹۸۴ تا کنون)، جرمشان شامل سایر جرائم جنسی مانند سوءاستفاده جنسی از کودکان نیز بوده‌است.

### انگلستان
قانون مربوط به جرایم جنسی در انگلستان قدرت‌سپاری شده‌است. رابطه جنسی با فرد بالغی که به عنوان پدر و مادر، فرزندخوانده، پدربزرگ و مادربزرگ، فرزند، فرزندخوانده، نوه، برادر، خواهر، برادر ناتنی، خواهر ناتنی، عمو، عمه، برادرزاده یا خواهرزاده خویشاوند باشد، غیرقانونی است. در انگلستان و ولز این جرم خلاف قانون جرایم جنسی ۲۰۰۳ است که به‌طور مؤثری جایگزین دو گروه گسترده‌تر از جرایم شد: جرایم جنسی خانوادگی کودکان (بخش‌های ۲۵ تا ۲۹) و رابطه جنسی با یکی از بستگان بزرگسال (بخش ۶۴ –۶۵) مجازات رابطه جنسی دخولی آگاهانه بین بزرگسالانی که نسبت‌های یاد شده در بالا میانشان برقرار است، حداکثر حبس برای مدت بیش از ۲ سال را دارد. در حالی که فعالیت جنسی با یکی از اعضای کودک خانواده می‌تواند برای مدت بیش از ۱۴ سال حبس داشته باشد. این قوانین برای حمایت از حقوق مردم در نظر گرفته شده‌است تا از نقض احتمالی حقوق آنان جلوگیری شود. با این حال، این قوانین هنوز روابط جنسی توافقی بین اعضای خانواده را غیرقانونی اعلام می‌کنند؛ حتی اگر کاملاً تمایل داشته و از عواقب احتمالی آن آگاهی داشته باشند. بحث‌هایی پیرامون لفاظی‌های استفاده شده توسط تیم بررسی جرایم جنسی وجود داشته‌است. رافو در مورد زبان استفاده شده باعث می‌شود خواننده به منظور رفتارهای جنسی خانوادگی توافقی را نه تنها غیرقانونی، بلکه عملی غیراخلاقی نیز در نظر بگیرد. در ایرلند شمالی جرایم مشابه خلاف قانون جرائم جنسی مورخ ۲۰۰۸ است.
در اسکاتلند این جرم خلاف قانون جزایی تلفیقی مورخ ۱۹۹۵ است. مفاد آن به‌طور مؤثری جایگزین قانون 1986 محکومیت جنایات و جرایم وابسته اسکاتلند. شد. گرچه قانون ۱۹۸۶ در واقع تا ۲۰۱۰ لغو نشده بود. پیش از قانون ۱۹۸۶ این جرم بر اساس قانون زنا با محارم ۱۵۶۷ تعیین شده بود که با استفاده از نسخه متن کتاب مقدس ژنو در سال ۱۵۶۲ در قانون جزای اسکاتلندی فصل ۱۸ کتاب لاویان آمده‌است. در ژانویه ۲۰۱۶ دادخواستی برای جرم زدایی از «زنا با محارم توسط بزرگسالان راضی» به کمیته دادخواست‌های عمومی پارلمان اسکاتلند ارسال شد؛ اما این دادخواست مورد بحث قرار نگرفت و هیچ تغییری در قانون ایجاد نشد. در اوت ۲۰۱۶ و دسامبر ۲۰۱۷ دادخواست‌های مشابهی به کمیته دادخواست‌های عمومی پارلمان اسکاتلند ارسال شد.

## اقیانوسیه

### استرالیا
در استرالیا، قانون ازدواج فدرال، تزویج جد و فرزندان یا خواهر و برادران، از جمله خواهر و برادر نیمه‌تنی و کسانی که از راه فرزندخواندگی محرم شده‌اند را منع می‌کند. با این حال، طبق قوانین فدرال، رفتار جنسی بین بزرگسالان رضایتمند ۱۸ سال یا بیشتر قانونی است و در مورد اعضای نزدیک خانواده نیز اعمال می‌شود. با توجه به این قانون غالب فدرال، زنا با محارم در قوانین اساسی به عنوان یک جرم در همه حوزه‌های قضایی استرالیا جرم است؛ اما آنچه که نحوه تعیین زنا با محارم و مجازات‌های آن از ناحیه‌ای به ناحیه دیگر متفاوت است.
در تمام ایالت‌ها و سرزمین‌های استرالیا به‌جز نیو ساوت ولز، رابطه جنسی بین یک جد خونی و جد او زنا با محارم تلقی شده‌است. در این ایالت، زنا با محارم شامل «اعضای نزدیک خانواده» می‌شود که عبارتند از «والدین، پسر، دختر، خواهر و برادر (از جمله برادر ناتنی یا خواهر ناتنی)، پدربزرگ و مادربزرگ، نوه، همه از بدو تولد چنین عضوی از خانواده هستند». در کوئینزلند، زنا با محارم شامل رابطه جنسی بین یک عمو یا عمه با خواهرزاده یا برادرزاده آنها می‌شود؛ اگرچه در اینجا اعمال آن توسط قانون فدرال ازدواج محدود می‌شود. قانون کیفری کوئینزلند می‌گوید جرم زنا با محارم در مورد «اشخاصی که به‌طور قانونی ازدواج کرده‌اند یا حق ازدواج قانونی دارند» اعمال نمی‌شود؛ بنابراین برای خواهرزاده ۱۶ ساله یا بالاتر انجام رابطه جنسی با عموی خود یا برادرزاده ۱۶ ساله یا بالاتر برای انجام رابطه جنسی با عمه خود زنا با محارم نیست. همان اصول در مورد ازدواج همجنس‌گرایانه نیز وجود دارد؛ زیرا قانون ازدواج اجازه ازدواج همجنس‌گرایان را می‌دهد.
در نیو ساوت ولز جزای جرم زنا با محارم معمولاً فقط در مواردی اعمال می‌شود که هر دو شرکت کننده ۱۶ ساله یا بالاتر باشند (سن رضایت در این ایالت). در صورتی که یکی از طرفین بین ۱۰ تا ۱۶ سال سن داشته باشد، طرف مسن تر به‌طور کلی به رابطه جنسی با کودک زیر ۱۶ سال متهم می‌شود؛ در حالی که در مواردی که یک طرف کمتر از ۱۰ سال دارد، طرف بزرگتر به‌طور کلی به سکس با کودک زیر ۱۰ متهم می‌شود.
در سایر ایالت‌ها و سرزمین‌ها، زنا با محارم نیز حالتی تعریف می‌شود که در آن، یکی از طرفین کمتر از سن رضایت باشد، اما این امکان را ندارد که اتهام عمومی تر رابطه جنسی با کودک زیر ۱۰ سال در مورد آن مطرح شود (۱۰ سال در نیو ساوت ولز و سرزمین شمالی، ۱۲، ۱۶ یا ۱۷ سال در استرالیای جنوبی و تاسمانی حسب مورد). این امر به ویژه در مواردی که شکل خاصی از رفتار جنسی بین افراد مرتبط خارج از تعریف قانونی از زنا با محارم در یک حوزه قضایی خاص باشد، بسیار حائز اهمیت است.
در هیچ ایالت و سرزمینی از رضایت نمی‌توان به عنوان دفاع از خود در برابر جرم زنا با محارم استفاده کرد. بیشینه مجازات برای زنا با محارم متفاوت است: ۸ سال زندان در نیو ساوت ولز. ۱۰ سال زندان در استرالیای جنوبی. ۲۰ سال حبس در استرالیای غربی و سرزمین پایتخت استرالیا. ۲۵ سال زندان در سرزمین شمالی، ویکتوریا و تاسمانی. و حبس ابد در کوئینزلند. پس از یک محکومیت برای زنا با محارم، نام فرد برای ۱۵ سال در فهرست مجرمان جنسی قرار می‌گیرد و این در حالی است که نام هر مجرم با دو یا چند محکومیت برای زنا با محارم، تا پایان عمر در این فهرست باقی خواهد ماند.
هیچ قانونی خاص در روابط ناشی از اهدای اسپرم اعمال نمی‌شود.

### زلاند نو
در زلاند نو، زنا با محارم به صورت رابطه جنسی بین والدین و فرزند (اعم از بیولوژیکی و فرزندخوانده)، پدربزرگ و مادربزرگ و مادر بزرگ (اعم از بیولوژیکی و فرزندخوانده) و خواهر و برادر کامل و ناتنی تعریف شده‌است.
در صورتی که شخص در زمان انجام عمل (از جمله زنای تصادفی با محارم) از رابطه بی اطلاع باشد، می‌تواند از این قضیه به عنوان دفاع استفاده کند. محکومیت برای زنا با محارم حداکثر مجازات ۱۰ سال حبس دارد. زنا با محارم تنها جرم جنسی است که مجازات ۷ سال یا بیشتر زندان بری ان در نظر گرفته شده‌است و مشمول قانون «سه اعتصاب» کشور نیست.
همچنین در نیوزیلند برقراری ارتباط جنسی با یک کودک وابسته زیر ۱۸ سال غیرقانونی است. این شامل فرزندان ناتنی، فرزندان خوانده و کودکان است. محکومیت به دلیل داشتن رابطه جنسی یا تلاش برای داشتن رابطه جنسی، با یک کودک وابسته، مجازات حداکثر ۷ سال حبس را دارد.